# Marco Di Maggio
Marco Di Maggio (Carini, 22 maggio 1983) è un ex pesista italiano, nove volte campione nazionale di cui quattro assoluto (una outdoor più tre indoor) e cinque universitario.

## Biografia
Dal 2003 al 2013 ha gareggiato per il Centro Sportivo dell'Aeronautica Militare.
Nel 2005 prende parte agli Europei under 23 di Erfurt in Germania arrivando ottavo.
Ai campionati italiani diventa campione nazionale universitario, mentre ottiene due piazzamenti agli assoluti (sesto indoor e quinto outdoor).
2006, sesto agli assoluti indoor, oro ai nazionali universitari e bronzo agli assoluti di Torino.
Nel febbraio del 2007 ha vinto il suo primo titolo assoluto indoor con la miglior misura di 19,20 m, con margine sul campione uscente Marco Dodoni; il 18 marzo ha esordito con la maglia della Nazionale seniores partecipando alla Coppa Europa invernale di lanci in Ucraina a Jalta classificandosi 14º.
Si è riconfermato campione nazionale universitario ed ha vinto il bronzo agli assoluti di Padova.
Agli assoluti indoor del 2008 è giunto quarto, poi ha vinto il quarto titolo italiano universitario di fila ed ha ottenuto il bronzo agli assoluti di Cagliari.
Partecipa nel 2009 ai Mondiali militari di Sofia in Bulgaria terminando sesto.
Dopo la medaglia di bronzo ai campionati italiani assoluti indoor, si è laureato campione nazionale assoluto a Milano nel getto del peso con la misura di 19,00 m, soli 2 centimetri in più del veterano Paolo Dal Soglio.
Il 9 settembre ha rinunciato a partecipare con la Nazionale seniores in Francia al DécaNation di Parigi (in sua sostituzione è stato convocato proprio il vicecampione assoluto in carica Paolo Dal Soglio).
Nel 2010 ad Ancona ha vinto il suo secondo titolo assoluto indoor con un lancio a 18,47 m, davanti al giovane Daniele Secci.
Nel 2011 ad Ancona ha vinto il suo terzo titolo assoluto al coperto con un lancio a 18,41 m, con ampio margine su Paolo Dal Soglio.
Nella Coppa Europa invernale di lanci in Bulgaria a Sofia finisce sedicesimo.
A Torino si laurea prima campione nazionale universitario (maggio) e poi diventa vicecampione assoluto (giugno).
Undicesimo classificato all'Europeo per nazioni di Stoccolma in Svezia.
Il 16 agosto ha partecipato alle Universiadi di Shenzhen in Cina concludendo quattordicesimo.
Nel 2012 vince il bronzo agli assoluti indoor e finisce quinto agli assoluti di Bressanone.
Quarto classificato ai campionati italiani assoluti indoor del 2013, anno del suo ritiro.

## Progressione

### Getto del peso
| Stagione | Misura  | Luogo     | Data      | Rank. Mond. |
| -------- | ------- | --------- | --------- | ----------- |
| 2013     | 16,01 m | Palermo   | 12-5-2013 | -           |
| 2012     | 18,66 m | Palermo   | 20-5-2012 | 168º        |
| 2011     | 18,74 m | Teramo    | 1-7-2011  | 123º        |
| 2009     | 19,25 m | Alcamo    | 5-7-2009  | 85º         |
| 2008     | 18,51 m | Cagliari  | 19-7-2008 | 159º        |
| 2007     | 18,56 m | Rieti     | 7-6-2007  | 154º        |
| 2006     | 18,65 m | Desenzano | 26-5-2006 | 130º        |
| 2005     | 18,03 m | Viterbo   | 22-5-2005 | 212º        |
| 2004     | 17,06 m | Terni     | 2-6-2004  | -           |

### Getto del peso indoor
| Stagione | Misura  | Luogo  | Data      | Rank. Mond. |
| -------- | ------- | ------ | --------- | ----------- |
| 2013     | 16,48 m | Ancona | 17-2-2013 | -           |
| 2012     | 18,24 m | Ancona | 26-2-2012 | -           |
| 2011     | 18,41 m | Ancona | 20-2-2011 | 93º         |
| 2010     | 18,47 m | Ancona | 28-2-2010 | 97º         |
| 2009     | 18,28 m | Torino | 22-2-2009 | 104º        |
| 2008     | 17,46 m | Ancona | 24-2-2008 | 200º        |
| 2007     | 19,20 m | Ancona | 18-2-2007 | 54º         |
| 2006     | 18,05 m | Rieti  | 29-2-2006 | 131º        |
| 2005     | 17,02 m | Rieti  | 15-1-2005 | 253º        |
| 2004     | 15,98 m | Ancona | 8-2-2004  | -           |

## Palmarès
| Anno | Manifestazione    | Sede     | Evento         | Risultato | Misura  | Note  |
| ---- | ----------------- | -------- | -------------- | --------- | ------- | ----- |
| 2005 | Europei under 23  | Erfurt   | Getto del peso | 8º        | 16,72 m | [ 2 ] |
| 2009 | Mondiali militari | Sofia    | Getto del peso | 6º        | 17,84 m | [ 3 ] |
| 2011 | Universiadi       | Shenzhen | Getto del peso | 14º       | 17,40 m | [ 4 ] |

## Campionati nazionali
- 1 volta campione assoluto nel getto del peso (2009)
- 3 volte campione assoluto indoor nel getto del peso (2007, 2010, 2011)
- 5 volte campione universitario nel getto del peso (2005, 2006, 2007, 2008, 2011)

2005
- 6º ai Campionati italiani assoluti indoor, (Ancona), Getto del peso - 16,20 m[5]
- Oro ai Campionati nazionali universitari, (Catania), Getto del peso - 17,23 m[6]
- 5º ai Campionati italiani assoluti, (Bressanone), Getto del peso - 17,29 m[7]

2006
- 6º ai Campionati italiani assoluti indoor, (Ancona), Getto del peso - 16,99 m[8]
- Oro ai Campionati nazionali universitari, (Desenzano del Garda), Getto del peso - 18,65 m[9]
- Bronzo ai Campionati italiani assoluti, (Torino), Getto del peso - 17,90 m[10]

2007
- Oro ai Campionati italiani assoluti indoor, (Ancona), Getto del peso - 19,20 m[11]
- Oro ai Campionati nazionali universitari, (Jesolo), Getto del peso - 18,42 m[12]
- Bronzo ai Campionati italiani assoluti, (Padova), Getto del peso - 18,43 m[13]

2008
- 4º ai Campionati italiani assoluti indoor, (Genova), Getto del peso - 17,46 m[14]
- Oro ai Campionati nazionali universitari, (Pisa), Getto del peso - 17,96 m[15]
- Bronzo ai Campionati italiani assoluti, (Cagliari), Getto del peso - 18,51 m[16]

2009
- Bronzo ai Campionati italiani assoluti indoor, (Torino), Getto del peso - 18,28 m[17]
- Oro ai Campionati italiani assoluti, (Milano), Getto del peso - 19,00 m[18]

2010
- Oro ai Campionati italiani assoluti indoor, (Ancona), Getto del peso - 18,47 m[19]

2011
- Oro ai Campionati italiani assoluti indoor, (Ancona), Getto del peso - 18,41 m[20]
- Oro ai Campionati nazionali universitari, (Torino), Getto del peso - 18,09 m[21]
- Argento ai Campionati italiani assoluti, (Torino), Getto del peso - 18,33 m[22]

2012
- Bronzo ai Campionati italiani assoluti e promesse indoor, (Ancona), Getto del peso - 18,24 m[23]
- 5º ai Campionati italiani assoluti, (Bressanone), Getto del peso - 17,46 m[24]

2013
- 4º ai Campionati italiani assoluti e promesse indoor, (Ancona), Getto del peso - 16,48 m[25]

## Altre competizioni internazionali
2004
- Bronzo nell'Incontro internazionale under 23 Gran Bretagna-Germania-Italia, ( Manchester), Getto del peso - 15,89 m[26]

2007
- 14º nella Coppa Europa invernale di lanci, ( Jalta), Getto del peso - 17,61 m[27]

2009
- Oro all'VIII Meeting internazionale "Città di Velletri", ( Velletri), Getto del peso - 18,43 m[28]

2011
- 16º nella Coppa Europa invernale di lanci, ( Sofia), Getto del peso - 17,16 m[29]
- 11º all'Europeo per nazioni, ( Stoccolma), Getto del peso - 17,51 m[30]

2012
- 4º al XXVI Meeting internazionale "Città di Padova", ( Padova), Getto del peso - 17,64 m[31]

2013
- 7º al Meeting internazionale "Terra Sarda", ( Cagliari), Getto del peso - 15,68 m[32]